# Meikirch
Meikirch (toponimo tedesco) è un comune svizzero di 2 499 abitanti del Canton Berna, nella regione di Berna-Altipiano svizzero (circondario di Berna-Altipiano svizzero).

## Monumenti e luoghi d'interesse

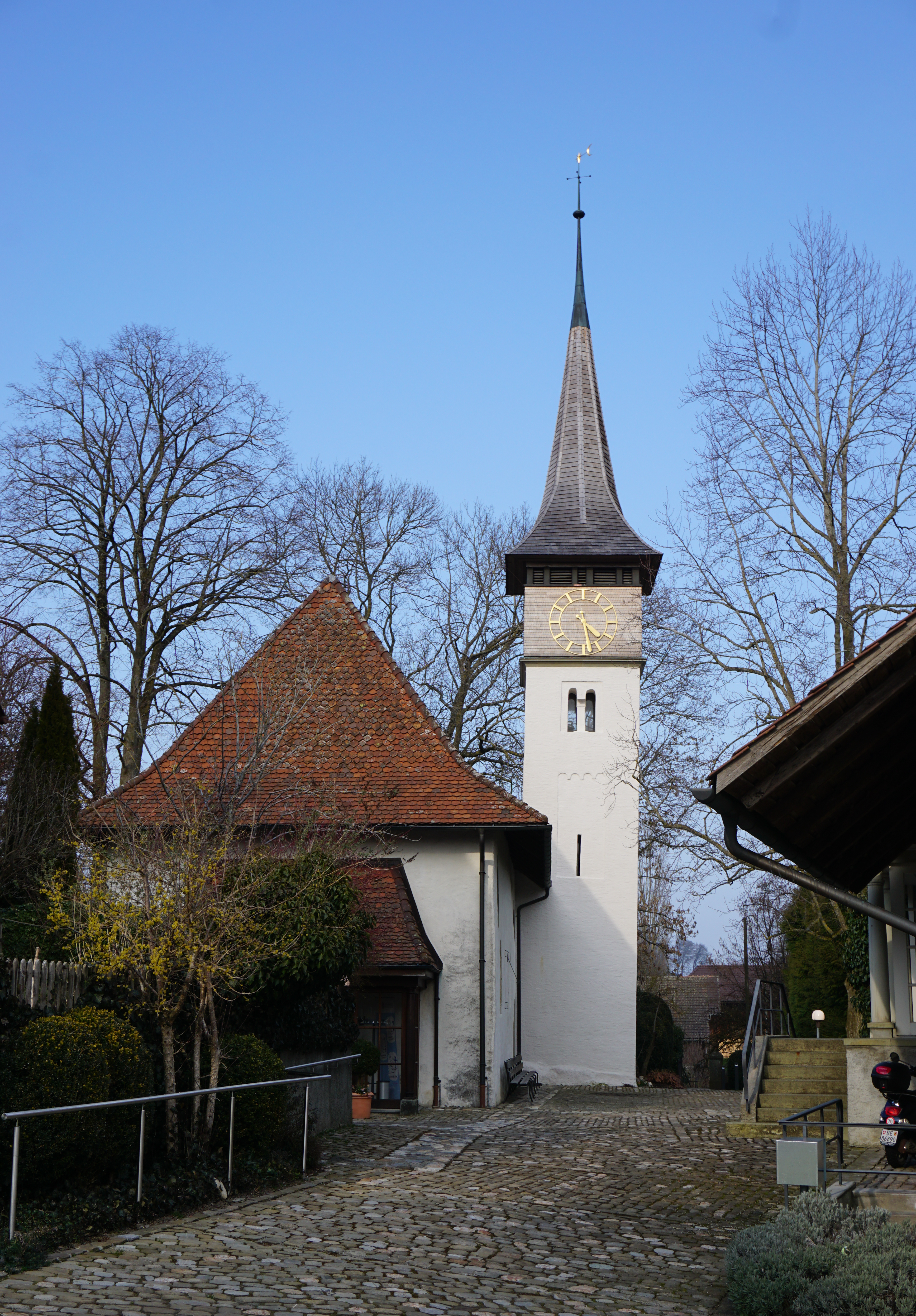
La chiesa riformata

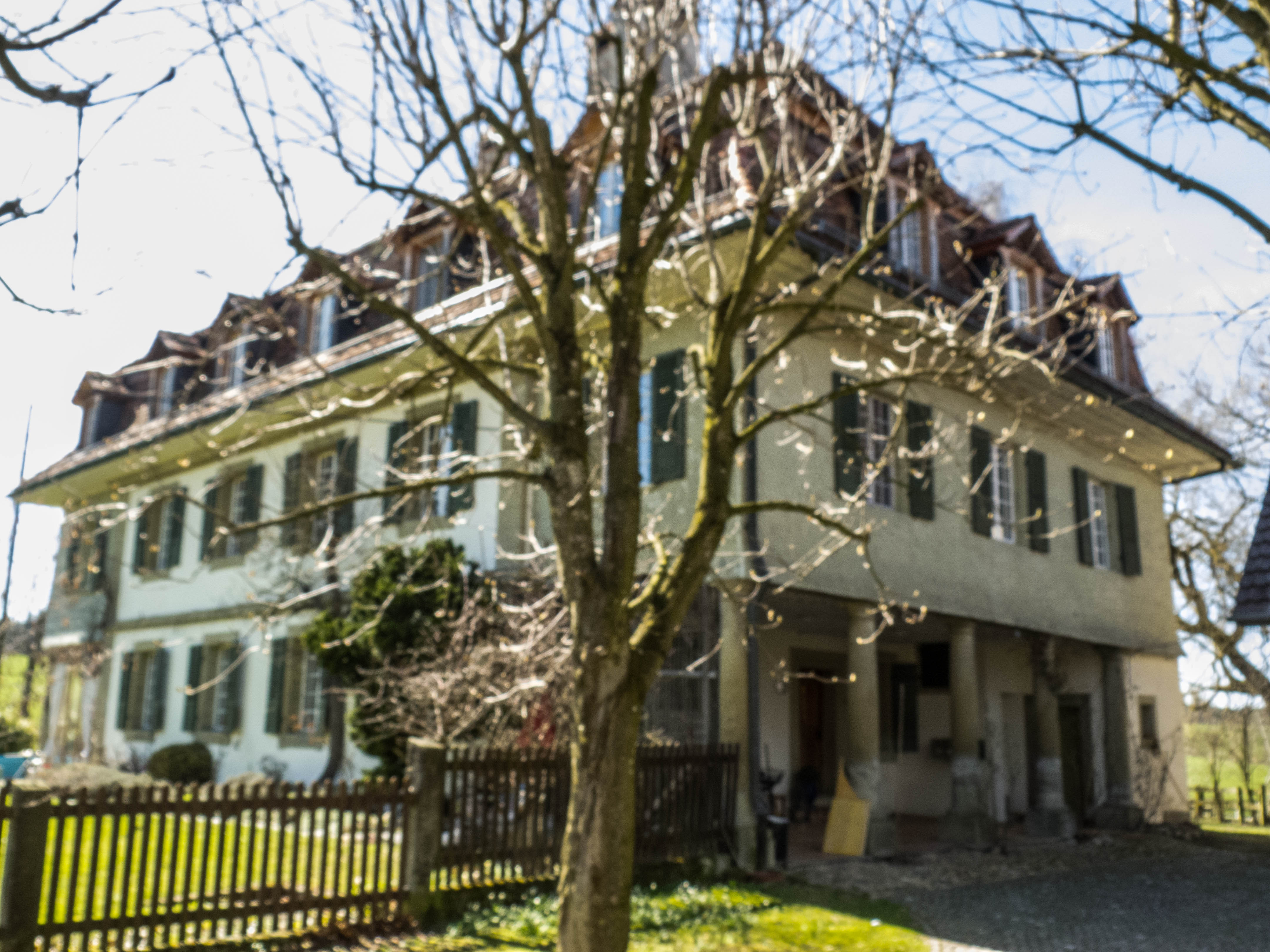
La tenuta di Grächwil

- Chiesa riformata, eretta nel VII-VIII secolo e ricostruita nel XII secolo[1];
- Tenuta di Grächwil, eretta nel 1790 da Franz Salomon Wyss[1];
- Sito archeologico di Grächwil, della cultura di Hallstatt[2].

## Società

### Evoluzione demografica
L'evoluzione demografica è riportata nella seguente tabella:
Abitanti censiti

## Geografia antropica

### Frazioni e quartieri
- Äzikofen
- Grächwil
- Neu-Grächwil
- Ortschwaben
- Schützenrain
- Wahlendorf
- Weissenstein

## Amministrazione
Ogni famiglia originaria del luogo fa parte del cosiddetto comune patriziale e ha la responsabilità della manutenzione di ogni bene ricadente all'interno dei confini del comune.